# Apamea (Syrië)

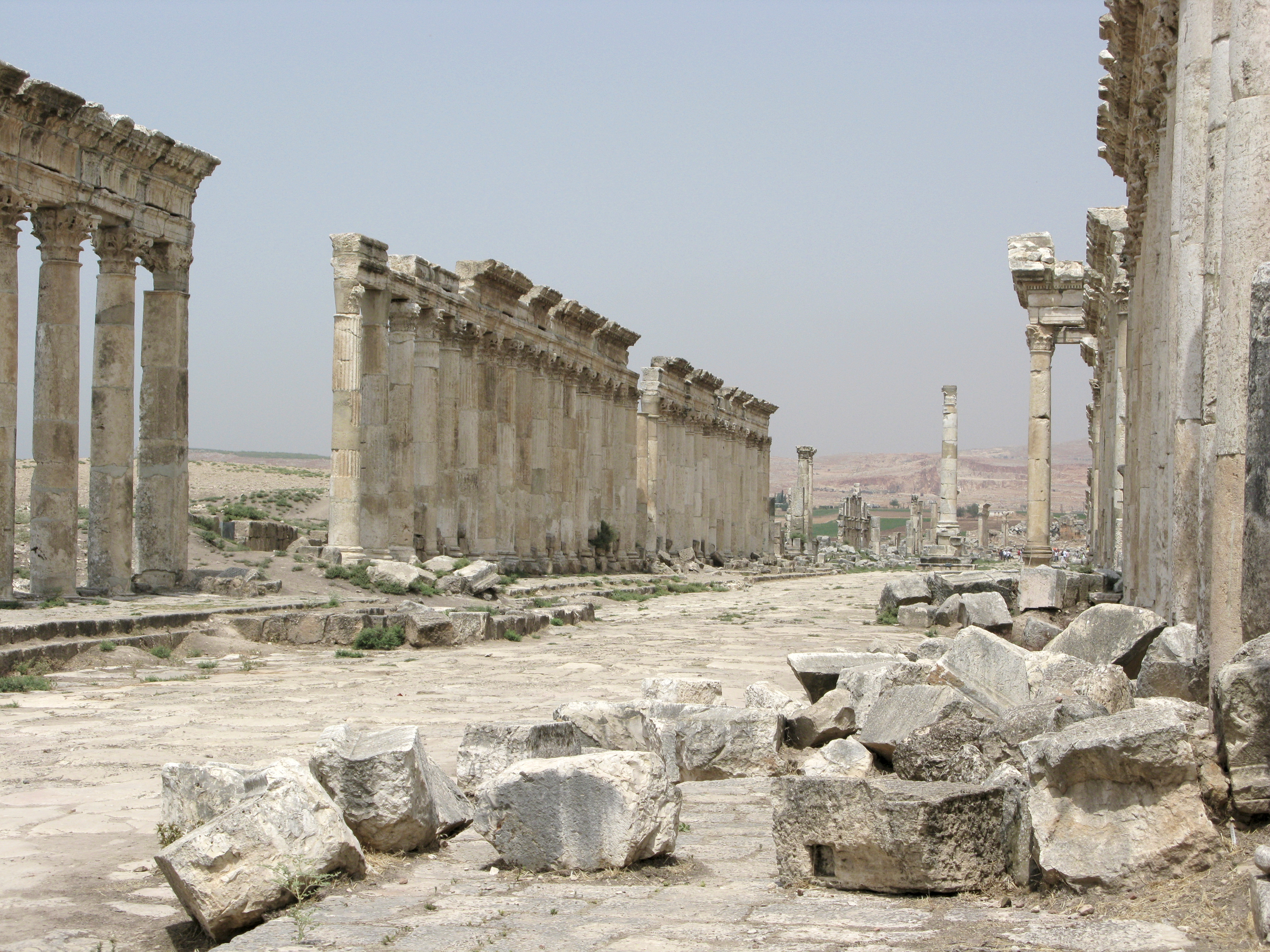
Noordelijk deel van Grote Colonnade

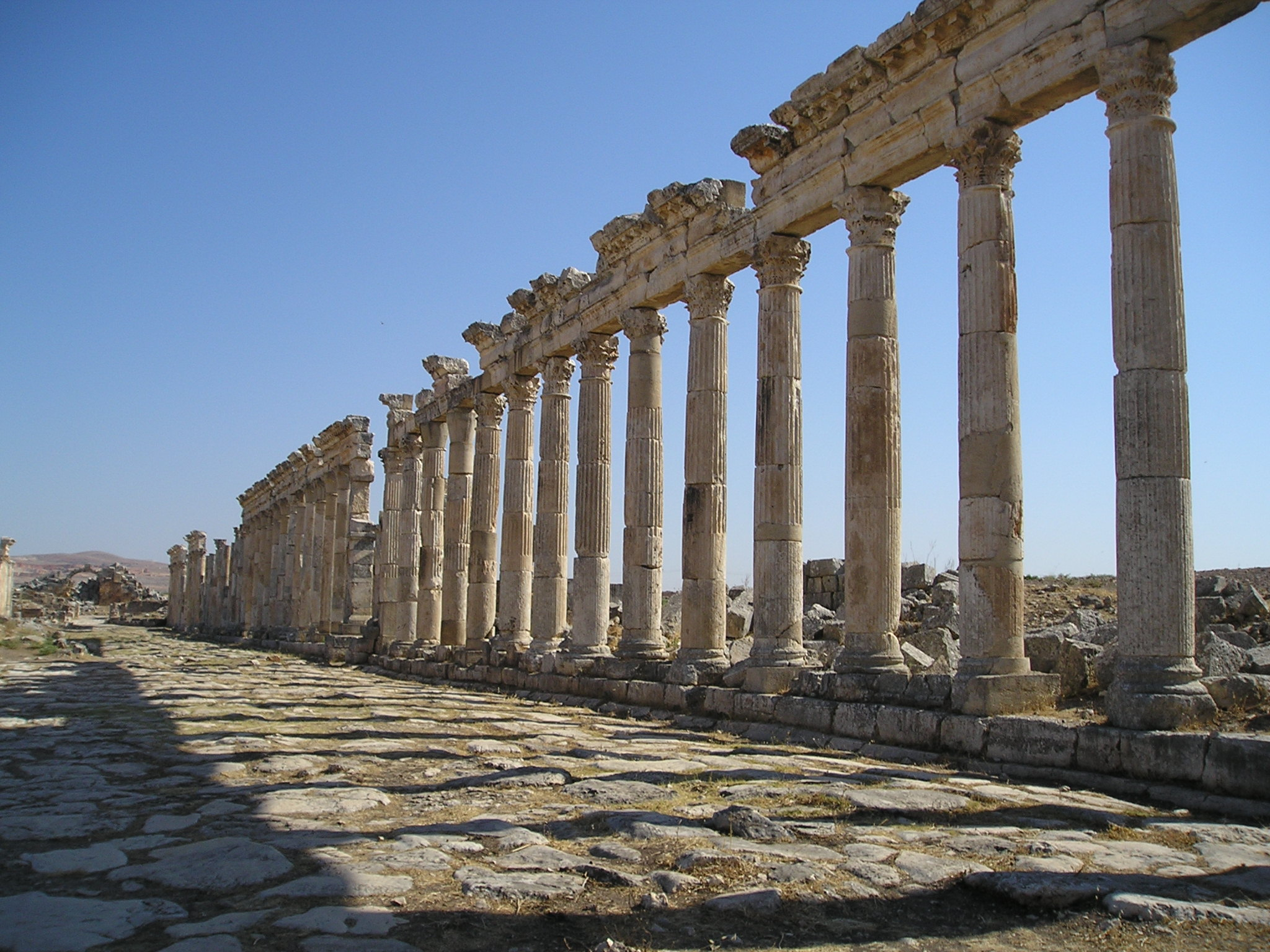
Grote Colonnade

Apamea (Apameia) was een stad van de Seleuciden aan de oostelijke oever van de rivier Orontes in Syrië. Het ligt ongeveer 55 km ten noordwesten van Hama met het zicht op de Ghabvallei. Op de burchtheuvel ligt Qalat el-Mudiq.

## Geschiedenis
De plaats heette eerst Pharnake, wat waarschijnlijk overeenkomt met de Bijbelse plaats Shepham. Ten tijde van Alexander de Grote werd deze locatie Pella genoemd. 
In 300 v.Chr. werd Apamea gesticht door Seleucus I Nicator. Hij noemde de stad naar zijn vrouw Apame. Volgens de historicus Strabo bevonden zich 500 olifanten en 30.000 paarden in de omgeving. Apamea werd een van de drie grote steden van het Seleucidenrijk naast Antiochië en Seleucia aan de Tigris.
In 64 v.Chr. veroverde Pompeius Apamea en voegde de stad toe aan het Romeinse Rijk. Volgens Flavius Josephus werden de Joden in Apamea tijdens de Joodse Opstand ( 66-70 ) niet vermoord of gevangengenomen.
Tegen het eind van de vierde eeuw werd de Zeustempel aangevallen en afgebroken door groepen monniken, waarbij het leger ondersteuning bood aan de monniken. In deze periode werd Apamea een bisdom, en vanaf de 5e eeuw een aartsbisdom. Apamea was in de vijfde eeuw een theologisch centrum van het monofysitisme. Deze leer lag aan de basis van het ontstaan van de Syrisch-orthodoxe Kerk van Antiochië.

## Bezienswaardigheden
De huidige overblijfselen dateren uit de Romeinse en Byzantijnse tijd.
De Cardo Maximus dateert uit de tweede eeuw en is 1850 meter lang en 37 meter breed.
(Ter vergelijking: de colonnade van Palmyra is bijna 1200 meter lang.)
De Colonnade langs de cardo bestond uit 1200 Korinthische zuilen, waarvan een deel met spiraalvormige cannelures. Deze colonnade werd gedeeltelijk verwoest door aardbevingen in 1157 en 1170. Van de vroegere gebouwen naast de cardo is haast niets over. De agora wordt nog aangegeven. Verderop zijn er ruïnes van Romeinse en Byzantijnse residenties en kerken.
Apamea is voor een groot deel opgegraven door Belgische archeologen.
Er werden schitterende mozaïeken gevonden, die nu in diverse musea zijn tentoongesteld, onder meer in het Museum van Apamea zelf dat ondergebracht is in een voormalige Turkse karavanserai. Verder vindt men ze in het Museum van Damascus en ook in het Museum Kunst & Geschiedenis in Brussel.

## Beroemde personen die in Apamea verbleven
- Posidonius. Dit was zijn geboorteplaats.
- Iamblichus (filosoof)